# Franciszek Benendo
Franciszek Benendo (ur. 17 września 1906 w Świdrach, zm. 8 lutego 2001) – polski lekarz ginekolog i działacz społeczny związany z Płońskiem.

## Życiorys
Po ukończeniu szkoły średniej w Łukowie i Szkoły Podchorążych Rezerwy Artylerii we Włodzimierzu Wołyńskim studiował medycynę na Uniwersytecie Warszawskim. Po uzyskaniu magisterium został lekarzem wojskowym w Wielkopolsce. Wziął udział w wojnie obronnej Polski w 1939, po czym powrócił na Podlasie, gdzie praktykował jako lekarz i zaangażował się w działalność Armii Krajowej. Po zakończeniu działań wojennych w 1945 zamieszkał we Wrocławiu, zajmując się głównie radiologią i pulmonologią. W 1957 przeniósł się do Płońska, gdzie przebywał i pracował do końca życia. Udzielał się również w życiu społeczno-politycznym jako członek i prezes okręgowego Chrześcijańskiego Stowarzyszenia Społecznego (siedziba organizacji mieściła się w jego mieszkaniu). Na początku lat 90. był związany z Chrześcijańsko-Demokratycznym Stronnictwem Pracy. Po przejściu na emeryturę działał w Polskim Komitecie Pomocy Społecznej oraz Związku Emerytów, Rencistów i Inwalidów.
Zajmował się naukowo zagadnieniem determinacji płci. W 1965 obronił rozprawę doktorską „Zagadnienia determinacji płci u ludzi w świetle własnych badań”. Był przeciwnikiem kościelnego zakazu antykoncepcji, korespondował w tej sprawie z papieżem. Opowiadał się również za stosowaniem na świecie polityki maltuzjanistycznej.
Jego córka Bogusława Benendo–Kapuścińska (1932-2021) była profesorem radiologii, kierownikiem I Zakładu Radiologii Klinicznej Akademii Medycznej w Warszawie.